# Moÿ-de-l'Aisne
Moÿ-de-l'Aisne és un municipi francès situat al departament de l'Aisne i a la regió dels Alts de França. L'any 2007 tenia 996 habitants.

## Demografia

### Població
El 2007 la població de fet de Moÿ-de-l'Aisne era de 996 persones. Hi havia 400 famílies de les quals 112 eren unipersonals (28 homes vivint sols i 84 dones vivint soles), 120 parelles sense fills, 144 parelles amb fills i 24 famílies monoparentals amb fills.
La població ha evolucionat segons el següent gràfic:
Habitants censats

### Habitatges
El 2007 hi havia 436 habitatges, 410 eren l'habitatge principal de la família, 6 eren segones residències i 19 estaven desocupats. 408 eren cases i 26 eren apartaments. Dels 410 habitatges principals, 319 estaven ocupats pels seus propietaris, 66 estaven llogats i ocupats pels llogaters i 25 estaven cedits a títol gratuït; 1 tenia una cambra, 10 en tenien dues, 49 en tenien tres, 109 en tenien quatre i 241 en tenien cinc o més. 267 habitatges disposaven pel capbaix d'una plaça de pàrquing. A 183 habitatges hi havia un automòbil i a 160 n'hi havia dos o més.

### Piràmide de població
La piràmide de població per edats i sexe el 2009 era:
| Homes | Edats   | Dones |
| ----- | ------- | ----- |
| 0     | 95 o +  | 0     |
| 0     | 90 a 94 | 4     |
| 4     | 85 a 89 | 16    |
| 4     | 80 a 84 | 4     |
| 24    | 75 a 79 | 24    |
| 24    | 70 a 74 | 16    |
| 36    | 65 a 69 | 40    |
| 40    | 60 a 64 | 36    |
| 20    | 55 a 59 | 24    |
| 28    | 50 a 54 | 20    |
| 28    | 45 a 49 | 16    |
| 44    | 40 a 44 | 40    |
| 52    | 35 a 39 | 44    |
| 24    | 30 a 34 | 40    |
| 28    | 25 a 29 | 36    |
| 36    | 20 a 24 | 4     |
| 32    | 15 a 19 | 28    |
| 40    | 10 a 14 | 44    |
| 28    | 5 a 9   | 40    |
| 24    | 0 a 4   | 12    |

## Economia
El 2007 la població en edat de treballar era de 625 persones, 448 eren actives i 177 eren inactives. De les 448 persones actives 405 estaven ocupades (217 homes i 188 dones) i 43 estaven aturades (27 homes i 16 dones). De les 177 persones inactives 53 estaven jubilades, 56 estaven estudiant i 68 estaven classificades com a «altres inactius».

### Ingressos
El 2009 a Moÿ-de-l'Aisne hi havia 409 unitats fiscals que integraven 996,5 persones, la mediana anual d'ingressos fiscals per persona era de 17.131 €.

### Activitats econòmiques
Dels 46 establiments que hi havia el 2007, 1 era d'una empresa alimentària, 7 d'empreses de construcció, 11 d'empreses de comerç i reparació d'automòbils, 2 d'empreses de transport, 4 d'empreses d'hostatgeria i restauració, 1 d'una empresa financera, 1 d'una empresa immobiliària, 4 d'empreses de serveis, 13 d'entitats de l'administració pública i 2 d'empreses classificades com a «altres activitats de serveis».
Dels 13 establiments de servei als particulars que hi havia el 2009, 1 era una oficina d'administració d'Hisenda pública, 1 gendarmeria, 1 oficina de correu, 1 una oficina bancària, 1 taller de reparació d'automòbils i de material agrícola, 3 guixaires pintors, 1 lampisteria, 2 empreses de construcció i 2 perruqueries.
Dels 5 establiments comercials que hi havia el 2009, 1 era una gran superfície de material de bricolatge, 1 una botiga de més de 120 m², 1 una botiga de menys de 120 m², 1 una fleca i 1 una joieria.
L'any 2000 a Moÿ-de-l'Aisne hi havia 9 explotacions agrícoles.

## Equipaments sanitaris i escolars
L'únic equipament sanitari que hi havia el 2009 era una farmàcia.
El 2009 hi havia una escola elemental. Moÿ-de-l'Aisne disposava d'un col·legi d'educació secundària amb 340 alumnes.

## Poblacions més properes
El següent diagrama mostra les poblacions més properes.